# Визитантки
Визита́нтки, Орден посещения Пресвятой Девы Марии (лат.  Ordo Visitationis Mariae, OVM) — женский католический монашеский орден, основанный Франциском Сальским и Иоанной де Шанталь (причислены к лику святых) в 1610 году. Назван в честь Посещения Елизаветы Пресвятой Девой Марией.
Первоначально орден задумывался как созерцательно-деятельный, наряду с затворнической жизнью в монастыре сёстры должны были посещать бедных и больных, но уже через 8 лет после основания он стал чисто затворническим.
Монахини живут по облегчённому уставу св. Августина.

## Организация
В 1998 году Орден визитанток насчитывал 2732 монахини в 151 монашеской обители.
Монастыри ордена находятся во Франции, Италии, Германии, Польше, Бельгии, Испании, Португалии, США, Австрии, Мексике, Канаде, Венгрии, Ирландии и других странах.
По уставу все монастыри ордена автономны и подчинены местным церковным властям. Все монастыри объединены «связью любви» (из Конституции Ордена) и поэтому они в состоянии сохранить единство всего ордена. По традиции главная резиденция находится в Анси.

## История
Орден был основан в Анси в 1610 году. Первой настоятельницей ордена была св. Иоанна де Шанталь, первым духовным руководителем ордена св. Франциск Сальский.
В 1615 году была основана вторая обитель ордена в Лионе. В 1618 году папой Павлом V был утверждён устав ордена.
К 1622 году орден насчитывал 13 монастырей, а к 1641 году — 85. В конце XVII века орден вышел за пределы Франции, были основаны монастыри в Италии, Бельгии, Германии и Польше.
Во время Великой французской революции были закрыты и разорены почти все монастыри, но к середине XIX века орден восстановил свои позиции во Франции.